# Classe Gawron
La Classe Gawron ou Projet 621 était une série de corvettes commandée par la Marine polonaise.

C'est la variante MEKO A-100 développée par le chantier naval Blohm & Voss à Hambourg de la firme allemande ThyssenKrupp Marine Systems conceptrice des navires de guerre de type MEKO.

## Conception
La classe Gawron est basée sur la Classe Meko 100 développée pour plusieurs marines.

Initialement il était prévu la construction de sept navires de classe Gawron à Gdynia sur le chantier naval polonais Stocznia Marynarki Wojennej .

## Histoire

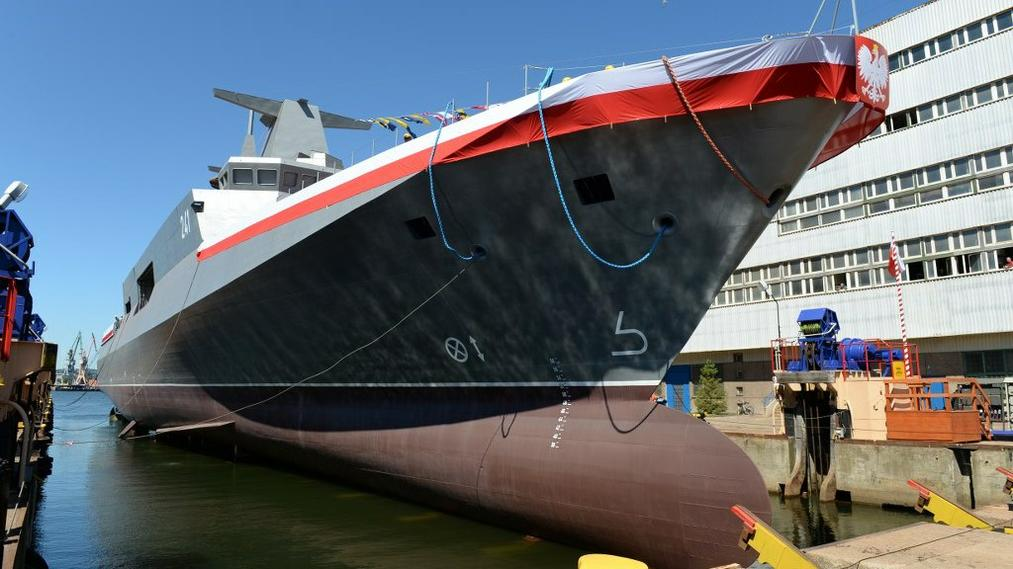
Lancement du Ślązak le 2 juillet 2015.

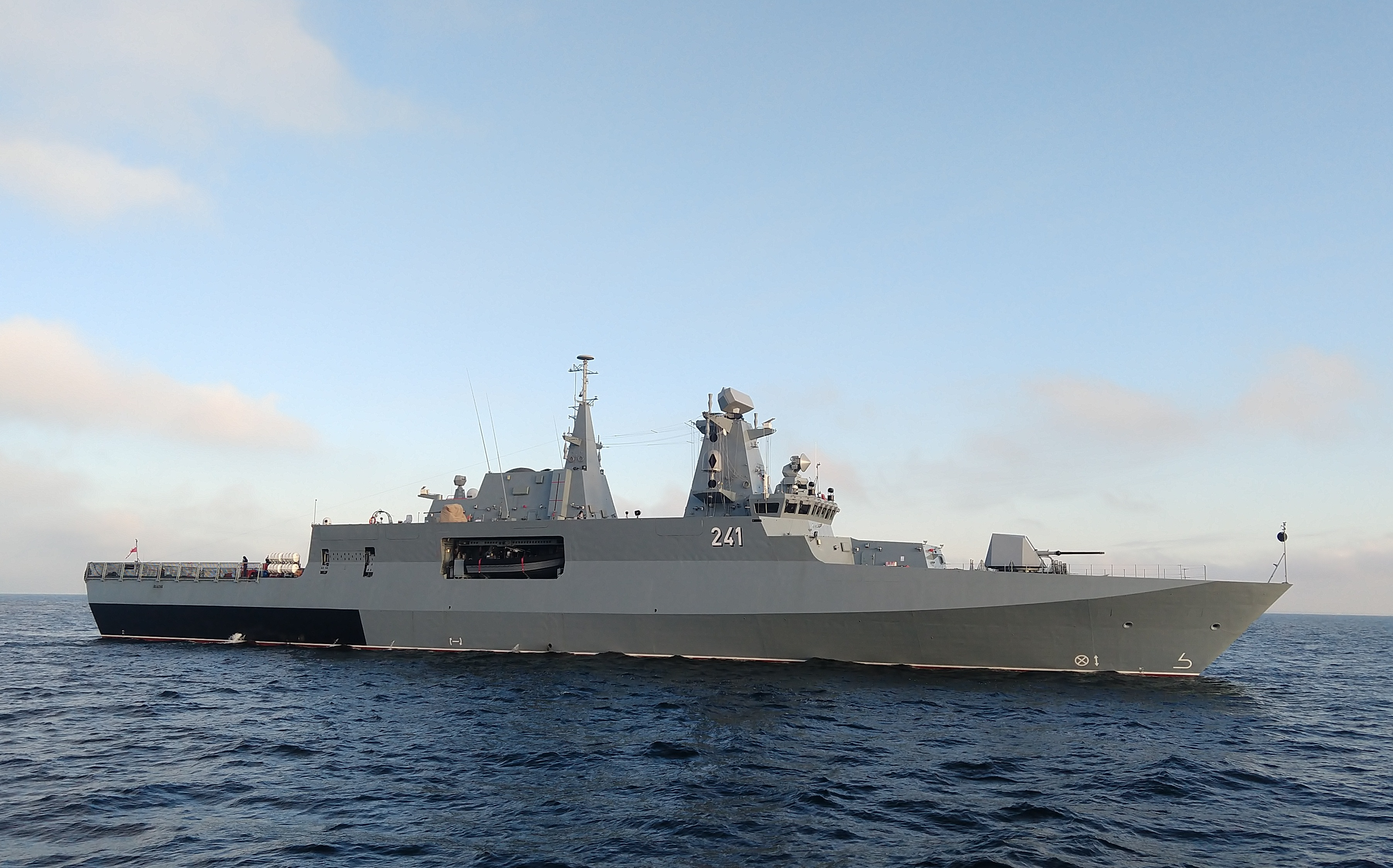
Le navire en 2018.

Le programme a souffert de l'insuffisance du financement par le gouvernement et des retards dans les choix d'armement et des systèmes électroniques.

Un seul navire est mis en chantier le 16 septembre 2009 qui sera nommé Ślązak (en polonais Silésie). Le chantier fut vite suspendu en raison de la crise économique de 2008.

Les travaux ont ensuite repris et le premier navire devait pouvoir être mis en service en 2015 et le second navire, le Kujawiak, en 2018.
 Cependant, le 24 février 2012, il est annoncé que le Premier ministre polonais Donald Tusk annulait le projet.
Au moment de l'annulation, la coque du premier navire a été en grande partie achevée au coût de 402 millions de PLN (~ 130 millions de dollars), mais le terminer aurait un coût supplémentaire de 1 milliard de PLN (~ 320 millions de dollars). 
La coque est terminée sans système de contrôle de tir et d'armement principal et transformée comme patrouilleur lourd au coût de 100 millions de PLN. Elle est lancée le 2 juillet 2015 armée d'un Otobreda 76 mm, de deux 30 mm Breda-Mauser (en), quatre mitrailleuses WKM-B et de quatre missiles sol-air très courte portée PZR Grom.

## Les bâtiments
- ORP Ślązak